# Welden
Welden este o comună-târg din districtul Augsburg, regiunea administrativă Schwaben, landul Bavaria, Germania.